# Saleh al-Schalfan
Saleh al-Schalfan (arabisch الشيخ صالح الشلفان asch-Schaich Sālih asch-Schalfān, DMG aš-Šayḫ Ṣāliḥ aš-Šalfān; bl. 1955–1963) war ein saudischer Diplomat.

## Werdegang
1955 war er Gesandtschaftssekretär erster Klasse in Paris und wurde zur Vollversammlung der Vereinten Nationen delegiert.
Von 1961 bis 1963 war er Botschafter in Bonn.